# Fonkia uliginosa
Fonkia uliginosa är en grobladsväxtart som beskrevs av Rodolfo Amando Philippi. Fonkia uliginosa ingår i släktet Fonkia och familjen grobladsväxter. Inga underarter finns listade i Catalogue of Life.